# Heinz Wosipiwo
Heinz Wosipiwo (ur. 25 stycznia 1951) – wschodnioniemiecki skoczek narciarski i trener.

## Życiorys
Pierwszy skok na międzynarodowej arenie oddał 29 grudnia 1971 w Innsbrucku, podczas zawodów Międzynarodowej Federacji Narciarskiej. Zajął wówczas szóstą pozycję. W 1972 na Velikance w Planicy został wicemistrzem świata w lotach narciarskich, przegrywając jedynie z Walterem Steinerem. W sezonie 1971/1972 zajął 4. miejsce w klasyfikacji generalnej 20. Turnieju Czterech Skoczni. 30 grudnia 1973 w Oberstdorfie zajął drugie miejsce w zawodach FIS bezpośrednio za Hansem-Georgiem Aschenbachem. 5 stycznia 1974 podczas ostatniego konkursu Turnieju Czterech Skoczni w Bischofshofen zajął dziewiąte miejsce. 16 lutego 1974 w Falun podczas Mistrzostw Świata w skokach narciarskich na skoczni dużej przegrał jedynie z Hansem-Georgiem Aschenbachem i zdobył srebrny medal. W 1975 podczas mistrzostw świata w lotach narciarskich zajął szóstą lokatę.
W 1973 na skoczni w Oberstdorfie Heinz Wosipiwo oddał skok na odległość 169 metrów, co do 1976 było najlepszym wynikiem na świecie.
W 1976 zwyciężył w Pucharze Przyjaźni. W tym samym roku zakończył karierę skoczka i został trenerem skoków.
Trenował między innymi Holgera Freitaga. W 2010 trenował Ulrike Gräßler.